# Tetanolizin
Tetanolizín je hemolizin, ki ga tvori bacil Clostridium tetani.
Bakterija C. tetani proizvaja in izloča dva eksotoksina: tetanozolin in tetanospazmin. Tetanospazmin je nevrotoksin, ki z delovanjem na osrednje živčevje zavre izločanje inhibitornih živčnih prenašalcev ter posledično povzroči za tetanus (mrtvični krč) značilne krče. Vloga tetanolizina pri nastanku tetanusa ni znana.

## Značilnosti
Tetanolizin spada v družino citolizinov, toksinov, ki se vežejo na holesterol. S tem povzročijo nastanek por v citoplazemskih membranah, kar omogoči prehajanje ionov in drugih molekul skozi membrane. Molekulska masa tetanolizina znaša okoli 55.000 Da.